# Bułhaje
Bułhaje (ukr. Булаї) – wieś na Podolu, w rejonie pohrebyszczeńskim obwodu winnickiego.

## Pałac
- pałac wybudowany w 1908 r. przez Marię z Zdziechowskich Żurowską[3] na podobieństwo pałacu w Łazienkach, na miejscu drewnianego; niezamieszkany, zniszczony w 1917 r.[4]